# Fazio Gagini

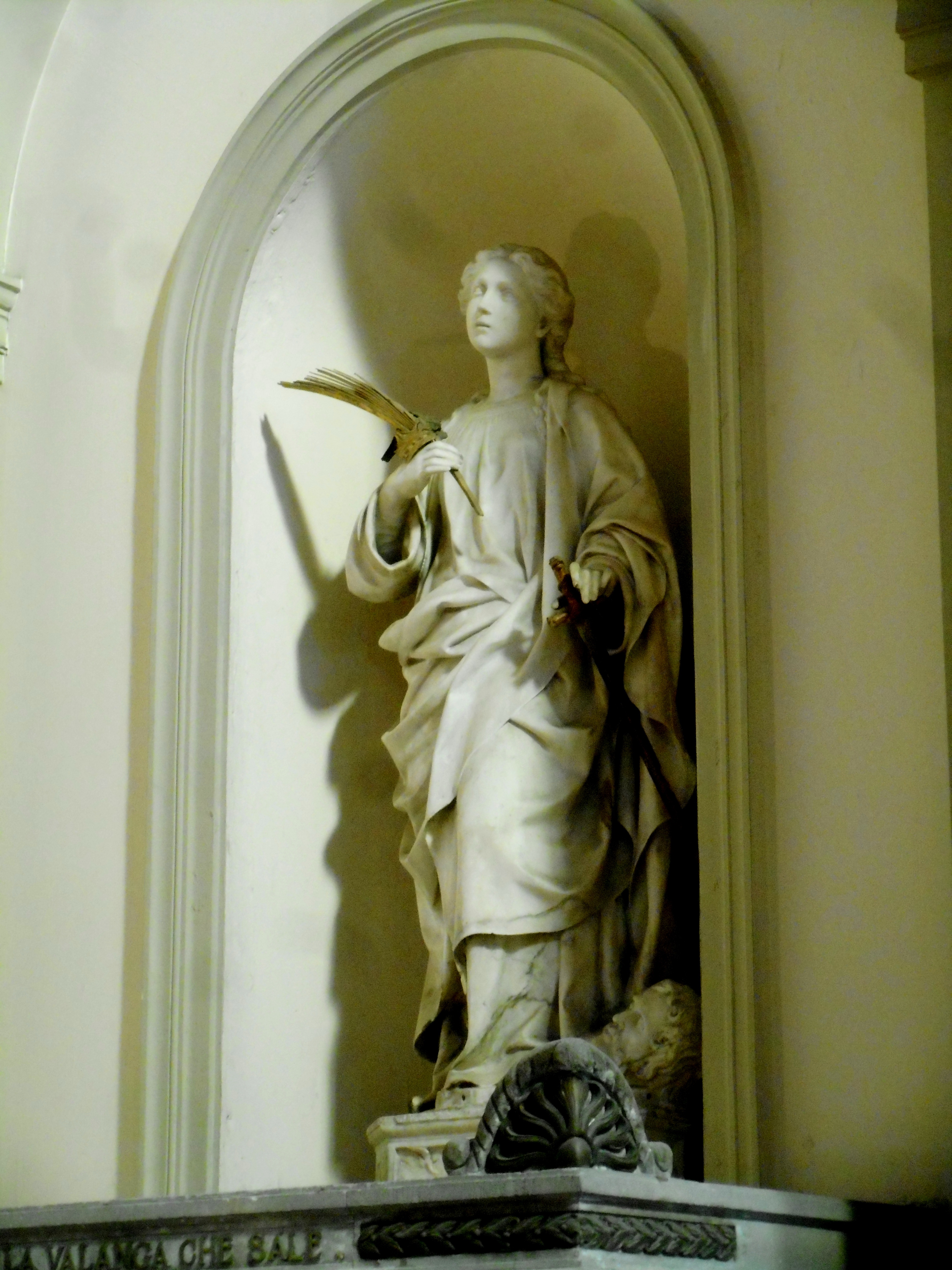
Santa Caterina d'Alessandria a San Domenico

Fazio Gagini (Palermo, 6 giugno 1520 – Palermo, 27 maggio 1567) è stato uno scultore italiano.

## Biografia
Fazio Gagini altrimenti noto come Bonifazio o Bonifacio, figlio di Antonello Gagini, appartiene alla terza generazione della corrente lombardo-ticinese dei Gagini o Gaggini in Sicilia. Anch'egli scultore, seguendo la tradizione familiare per la statuaria, la scultura e l'architettura.
Oltre alla copiosa produzione artistica lascia in eredità, regalatagli dal padre Antonello, una delle prime pubblicazioni a mezzo stampa presenti in Sicilia dell'opera De Architectura di Marco Vitruvio Pollione.
È sepolto nella cappella della corporazione dei marmorai o scultori sotto il titolo dei «Santi Quattro Coronati» della chiesa di San Francesco d'Assisi di Palermo ove già riposano il nonno Domenico Gagini e il padre Antonello Gagini.
Opere autografe e documentate sono presenti a Palermo, Corleone, Gibilmanna e Monreale,Patti, Caltabellotta. Mazara del Vallo. In Calabria a Seminara.
Della Tribuna di Antonello Gagini è opera sua la colossale figura in stucco del "Padre Eterno fra schiere d'angeli"; causa la morte prematura, l'esecuzione del grandioso manufatto è portato a compimento dal fratello Vincenzo.

## Opere

### Patti (Me)

#### Basilica Cattedrale, Cappella di S. Febronia-
- 1558 Sarcofago di Adelasia del Vasto, moglie del Gan Conte Ruggero d'Altavilla, madre di Ruggero primo Re di Sicilia, bisnonna di Federico II° e moglie di Baldovino Re  di Gerusalemme.

#### Agrigento e provincia

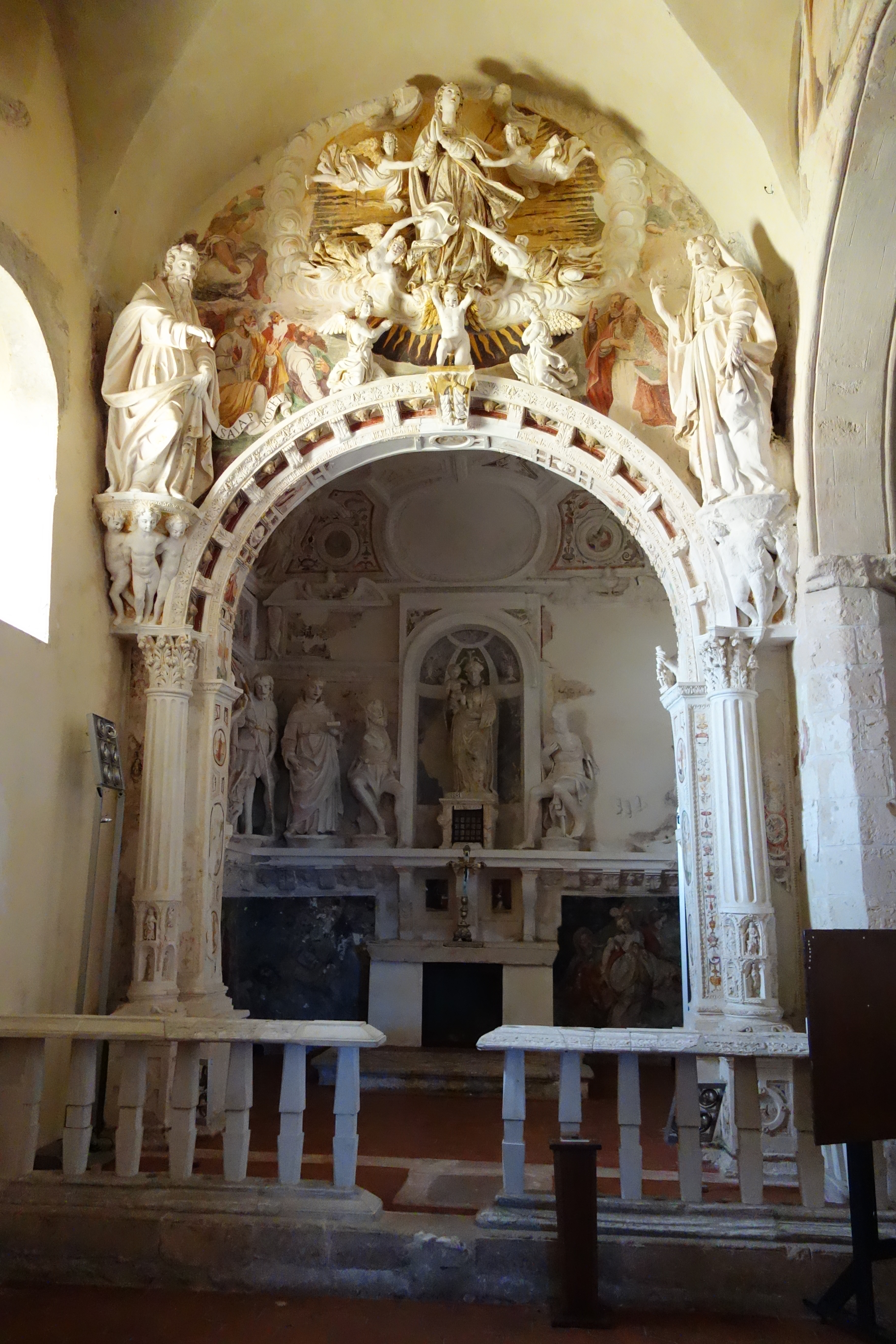
Cappella della Madonna della Catena, basilica cattedrale di Maria Santissima Assunta di Caltabellotta.

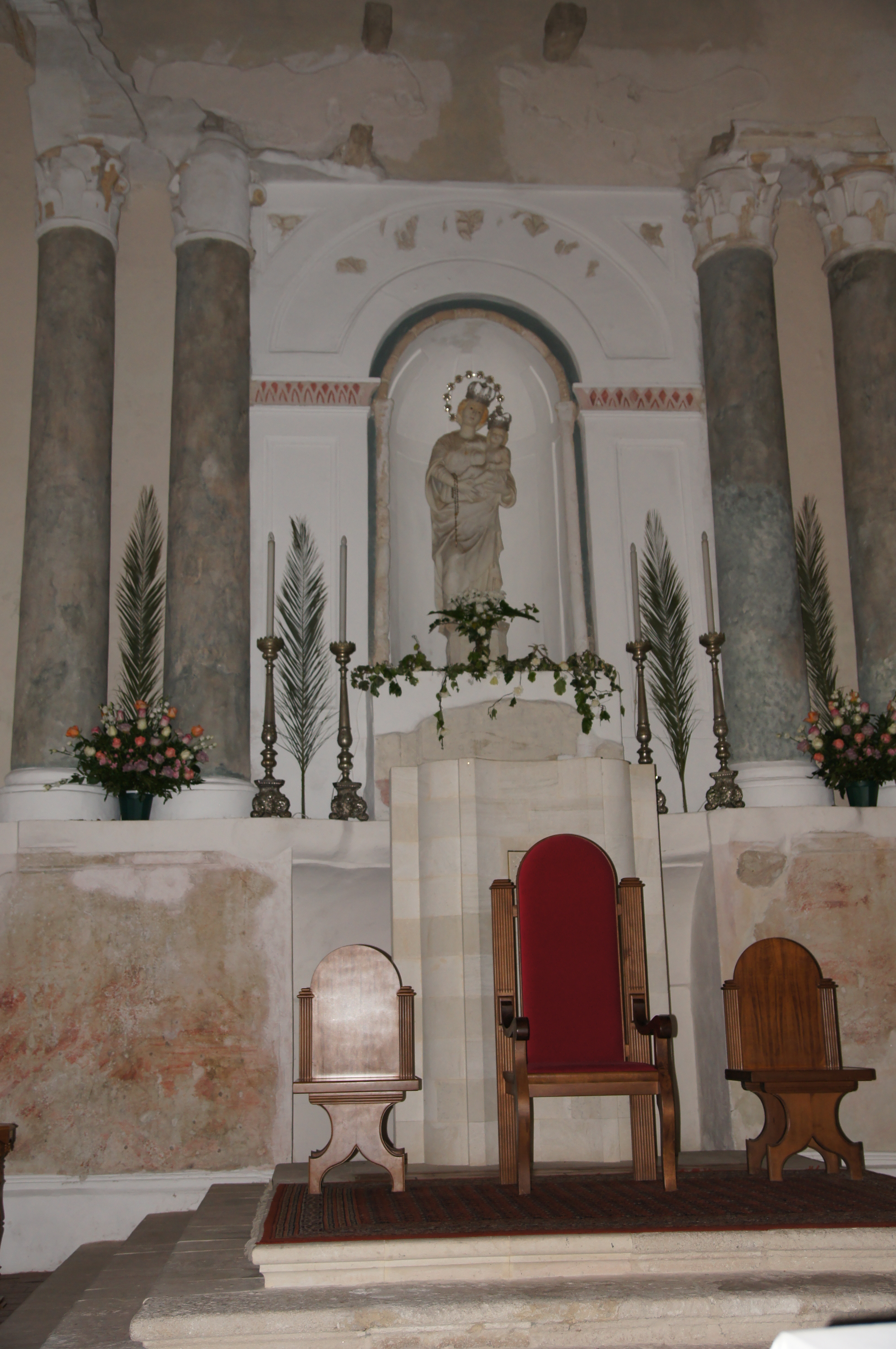
Madonna della Neve, basilica cattedrale di Maria Santissima Assunta di Caltabellotta.

- 1545, "Madonna della Neve", statua marmorea con raffigurazioni dell'Assunzione, Epifania, Fuga in Egitto, Annunciazione e Presepe, opera custodita nel duomo di Maria Santissima Assunta di Caltabellotta.[1]
- 1534, "Custodia", manufatto marmoreo, in collaborazione col padre Antonello Gagini, opera documentata costituente il disassemblato altare maggiore della chiesa del convento del Carmine di Caltabellotta.[2]

### Palermo e provincia
- 1556, "Santa Caterina d'Alessandria", statua marmorea, opera documentata nella dismessa chiesa di Santa Caterina d'Alessandria di Corleone.[3]
- 1543, "Sant'Elena", statua marmorea, con raffigurazioni dell'imperatore Costantino, opera proveniente dalla cattedrale Metropolitana della Santa Vergine Maria Assunta e attualmente custodita nel santuario di Maria Santissima di Gibilmanna.[4]
- 1547 - 1569, "Portico antico", manufatto architettonico, in collaborazione con il fratello Giandomenico Gagini fianco sinistro e portico del chiostro della cattedrale di Santa Maria Nuova e monastero benedettino di Monreale.
- 1543, "San Giovanni Battista", statua marmorea, opera custodita nella cattedrale metropolitana della Santa Vergine Maria Assunta di Palermo.[5]
- 1543 - 1551, "Santa Cecilia", statua marmorea, manufatto già commissione di Fedele e Scipione da Carona, realizzato da Fazio in collaborazione con Vincenzo Gagini, opera documentata per la cattedrale metropolitana della Santa Vergine Maria Assunta di Palermo.[6]
- 1544, "Bassorilievo", manufatto marmoreo, opera documentata nella chiesa di Santa Maria di Gesù di Palermo.[1]
- 1544, "Seggio arcivescovile", manufatto marmoreo, con la collaborazione del fratello Giacomo, di Fedele e Scipione da Carona, rispettivamente marito e figlio della sorella Giovannella, opera custodita e poi devastata nella cattedrale metropolitana della Santa Vergine Maria Assunta di Palermo.[7]
- 1549, "Sepolcri", manufatti marmorei, ristrutturazione e restauro dei monumenti funebri arcivescovili presenti nella cattedrale metropolitana della Santa Vergine Maria Assunta di Palermo.[8]
- 1549, "Decorazioni", manufatti in stucco argentato, le sei "Aquile" sono servite da modello all'orafo Paolo Gili per la realizzazione delle Aquile in argento che adornano l'Urna di Santa Cristina, opere documentate nella cattedrale metropolitana della Santa Vergine Maria Assunta di Palermo.[9]
- 1544, "Balaustra" e "Candelabri", manufatti marmorei, opere documentate per ornamento della Grande Tribuna nella cattedrale metropolitana della Santa Vergine Maria Assunta di Palermo.[10]
- 1544, "San Michele Arcangelo", statua marmorea, facente parte di un Trittico con San Basilio e San Lorenzo della Cappella di San Michele Arcangelo della cattedrale metropolitana della Santa Vergine Maria Assunta. L'opera più volte manomessa e la Cappella disassemblata. Il manufatto dismesso è stato richiesto in dono da un privato ed è al presente custodito in contrada Partanna - Mondello.[11]
- 1565, "Padre Eterno" e "Gerarchie di Angeli", manufatto in stucco, opera portata a compimento dal fratello Vincenzo Gagini, opera documentata e poi distrutta della Tribuna di Antonello Gagini nella cattedrale metropolitana della Santa Vergine Maria Assunta di Palermo.[12]

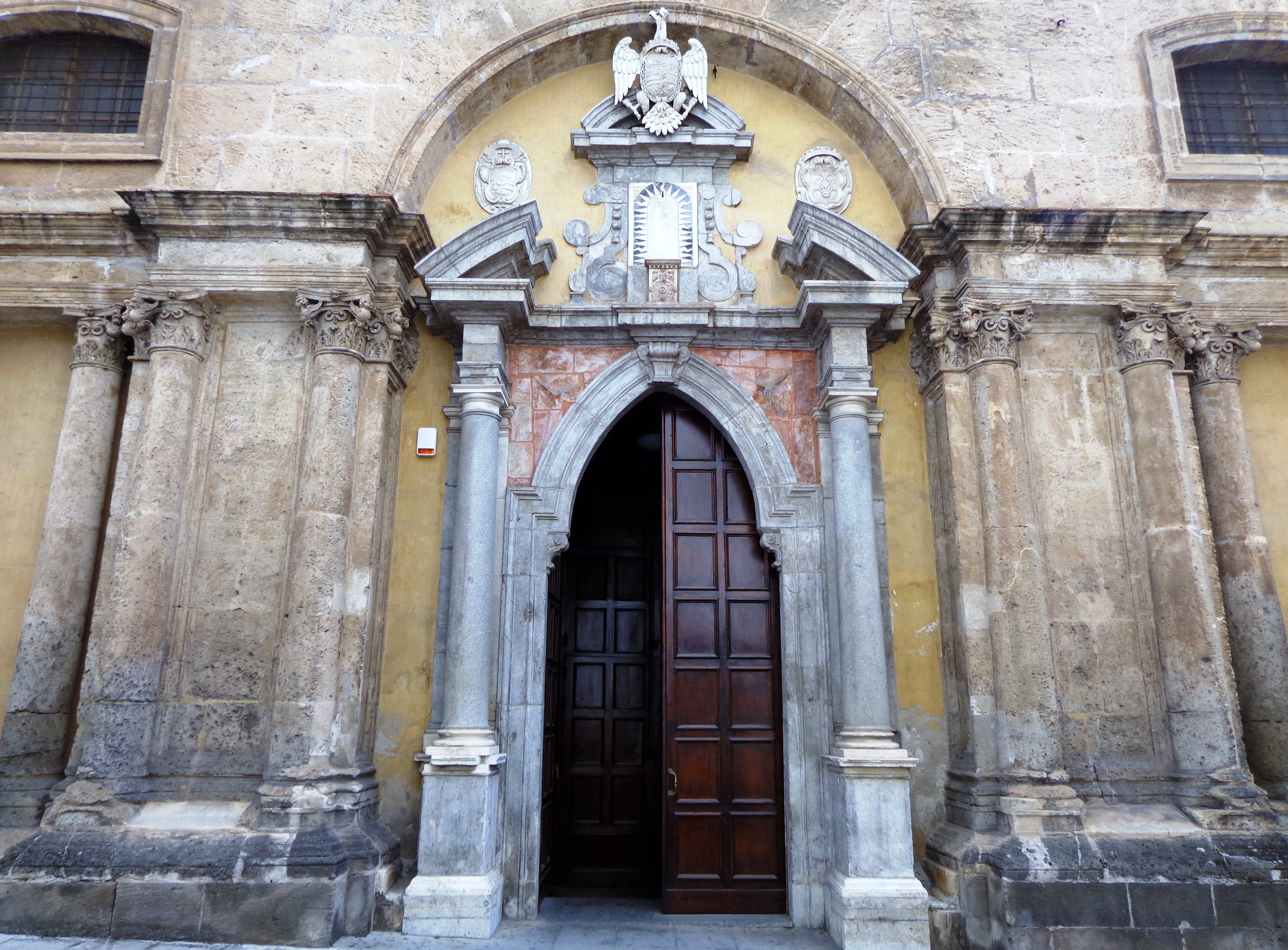
Portale settentrionale della Cattedrale Metropolitana della Santa Vergine Maria Assunta di Palermo.

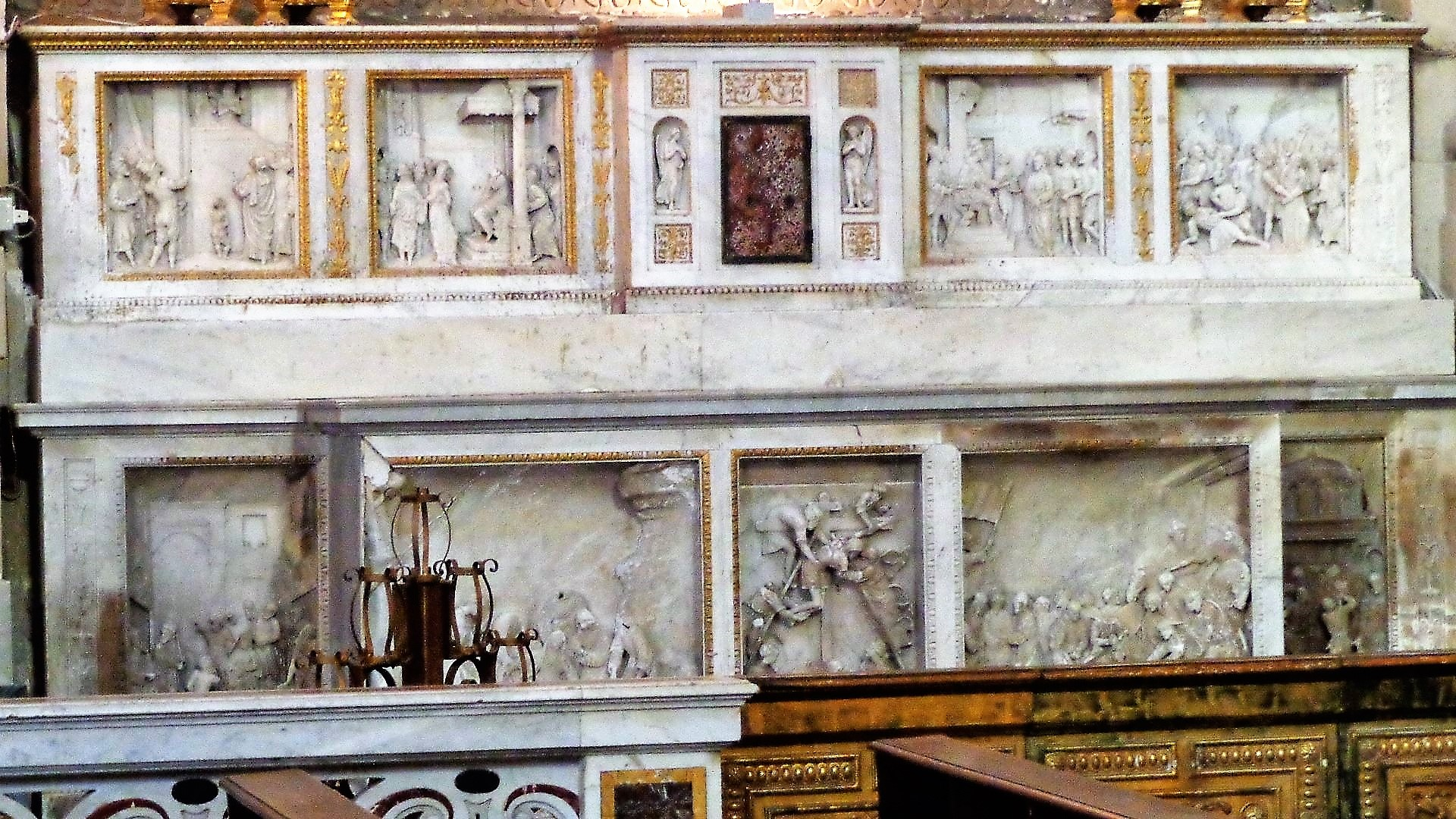
Cappella del Santissimo Crocifisso della Cattedrale Metropolitana della Santa Vergine Maria Assunta di Palermo.

- 1563 - 1567, "Portico dell'Incoronazione", manufatto architettonico di via Incoronazione in collaborazione col fratello Vincenzo Gagini. Opera successivamente rimaneggiata della cattedrale metropolitana della Santa Vergine Maria Assunta di Palermo.[13]
- 1490 - 1501, "Arco di Santa Cristina", manufatto marmoreo, commissione eseguita con la collaborazione di Gabriele di Battista, Domenico, Antonello e Vincenzo Gagini. Le formelle in bassorilievo dell'arco della Cappella di Santa Cristina con storie della patrona Santa Cristina trasforma in polvere l'icona di Apollo, commissionato nel 1477 (all'epoca Santa Cristina era protettrice della città di Palermo), disassemblate per l'intervento di Ferdinando Fuga e provenienti dalla cattedrale metropolitana della Santa Vergine Maria Assunta sono custodite nel Museo Diocesano di Palermo.[14][15]
- 1557 - 1565, "Cappella del Crocifisso", manufatti marmorei ispirati alla Piccola Passione di Albrecht Dürer costituita da arco e 16 riquadri raffiguranti il ciclo della Passione di Gesù (Lavanda dei piedi, Orazione di Gesù nell'Orto degli Ulivi, l'Ultima Cena, Gesù davanti a Erode Antipa[16], Andata al Calvario,[17] Deposizione[18]), due Patriarchi, undici Profeti, il tutto dominato dalla figura di Dio Padre. Aggregato realizzato in collaborazione col fratello Vincenzo, per la primitiva Cappella del Crocifisso del duomo palermitano. L'arco fu disassemblato, nove formelle sono presenti nell'attuale Cappella del Crocifisso, le prime tre elencate nella Cappella dell'Assunta della cattedrale metropolitana della Santa Vergine Maria Assunta di Palermo.[19][20]
- 1556 - 1565, "Colonne", manufatti marmorei, commissione per il viceré di Sicilia Juan de la Cerda, 4º duca di Medinaceli, opere realizzate in collaborazione con i fratelli Giacomo e Vincenzo Gagini, Palermo.[21]
- 1540 c., "San Basilio", statua marmorea, in collaborazione col fratello Vincenzo Gagini. Opera custodita nel Museo Diocesano di Palermo.
- 1546, "Custodia", manufatto marmoreo, opera documentata nella chiesa di San Giovanni dell'Origlione di Palermo.
- 1547, "Madonna dei Miracoli", manufatto architettonico, opera documentata della chiesa di Madonna dei Miracoli o chiesa di Santa Maria di Portosalvo di Palermo.
- 1553, "Decorazioni" e "Stemma", manufatti marmorei, opere realizzate per la Porta dei Greci oggi presenti nella facciata del Monte di Pietà o Seralcadi di Palermo.[22]
- 1561 (?), "Santa Caterina d'Alessandria", statua marmorea, opera custodita nella chiesa di San Domenico di Palermo.
- 1567, "San Basilio", statua marmorea, opera incompleta destinata al monastero e chiesa del Santissimo Salvatore di Palermo.[23]
- 1567, "San Giovanni", statua in pietra di Termini Imerese, opera incompleta destinata al Monastero e Chiesa del Santissimo Salvatore di Palermo.[23]
- 1567, "Santissimo Salvatore", statua marmorea, opera incompleta destinata al Monastero e Chiesa del Santissimo Salvatore, ora custodita al Museo archeologico regionale Antonio Salinas di Palermo.
- 1567, "Sant'Antonino", statua marmorea, opera incompleta.[23]
- 1567, "San Francesco", statua in pietra di Termini Imerese, opera incompleta.[23]
- 1567, "San Vito", rilievo marmoreo, opera incompleta.[23]
- 1547, "Chiesa di Santa Maria dei Miracoli" di Palermo, attribuzione della progettazione.[24]
- 1547, "Pila", manufatto marmoreo documentato per l'Ordine dei frati predicatori di Palermo.[1]
- 1550, "Scudo", manufatto marmoreo commissionato da Giovanni Bologna, opera documentata a Palermo.[25]

### Trapani e provincia
- 1540, "San Michele", statua marmorea, opera inserita nel prospetto della chiesa di San Michele del monastero femminile dell'Ordine benedettino di Mazara del Vallo.[26]
- 1540, "Madonna della Grazia", statua marmorea, opera documentata nella chiesa di San Michele del monastero femminile dell'Ordine benedettino di Mazara del Vallo.[26]

### Calabria e province
- 1567, "San Pietro Apostolo" e "San Paolo Apostolo", statue marmoree, opere custodite nella basilica santuario della Madonna Nera dei Poveri di Seminara.